# 0,(9)

Stylizowany perspektywą zbieżną zapis liczby 0,(9)

0,(9) (lub 0,999…) – alternatywny zapis liczby 1 w postaci ułamka dziesiętnego nieskończonego. Równość {\displaystyle 0{,}(9)=1} można udowodnić na kilka sposobów.

## Dowody

### Dowód 1.
Dowód wykorzystuje przedstawienie ułamka {\displaystyle {\tfrac {1}{9}}} w postaci liczby dziesiętnej {\displaystyle 0{,}(1).} Z równości {\displaystyle {\tfrac {1}{9}}=0{,}(1)} natychmiast wynika
{\displaystyle 0{,}(9)=9\cdot 0{,}(1)=9\cdot {\frac {1}{9}}=1.}
Podobnie ułamek {\displaystyle {\tfrac {3}{9}}={\tfrac {1}{3}}} można przedstawić w postaci liczby dziesiętnej {\displaystyle 0{,}(3).} Stąd
{\displaystyle 0{,}(9)=3\cdot 0{,}(3)=3\cdot {\frac {1}{3}}=1.}
W dowodzie można także wykorzystać dowolny rozkład liczby 0,(9) na sumę co najmniej dwóch ułamków dziesiętnych nieskończonych, o których wiadomo, jakich ułamków zwykłych są rozwinięciem. Przykładowo:
{\displaystyle 0{,}(9)=0{,}(1)+0{,}(8)={\frac {1}{9}}+{\frac {8}{9}}=1.}
Podobnie dla poniższych rozkładów
{\displaystyle 0{,}(9)=0{,}(2)+0{,}(7)=0{,}(3)+0{,}(6)=0{,}(4)+0{,}(5)=0{,}(1)+0{,}(2)+0{,}(2)+0{,}(4)}  itd.

### Dowód 2.
Dowód polega na pomnożeniu liczby 0,(9) przez 10, odjęciu od otrzymanego wyniku 0,(9), a następnie na podzieleniu całości przez 9:
{\displaystyle {\begin{aligned}x&=0{,}999\ldots \\10x&=9{,}999\ldots \\10x-x&=9{,}999\ldots -0{,}999\ldots \\9x&=9\\x&=1.\end{aligned}}}

### Dowód 3.
Liczbę 0,(9) można przedstawić jako sumę nieskończonego szeregu geometrycznego:
{\displaystyle 0{,}(9)=0{,}9+0{,}09+0{,}009+0{,}0009+\ldots =\sum _{n=1}^{\infty }{\frac {9}{10^{n}}}}
i korzystając ze wzoru na sumę szeregu geometrycznego, w którym {\displaystyle a_{1}={\frac {9}{10}},\,\,q={\frac {1}{10}},} dostaniemy:
{\displaystyle \sum _{n=1}^{\infty }{\frac {9}{10^{n}}}={\frac {a_{1}}{1-q}}={\frac {\frac {9}{10}}{1-{\frac {1}{10}}}}={\frac {\frac {9}{10}}{\frac {9}{10}}}=1.}